# Thabo Mbeki
Thabo Mvuyelwa Mbeki (Idutywa, 18 de Junho de 1942) é um político da África do Sul. Foi o 2° presidente do país, de 14 de junho de 1999 até 24 de setembro de 2008, quando renunciou por falta de apoio político no parlamento de seu partido, o Congresso Nacional Africano, deixando o cargo vago.

## Vida
Filho de Govan Mbeki, um renomado intelectual do Congresso Nacional Africano (CNA), Mbeki está envolvido na política do CNA desde 1956, quando ingressou na Liga da Juventude do CNA, e é membro do Comitê Executivo Nacional do partido desde 1975. Nascido no Transkei, ele deixou África do Sul aos vinte anos para frequentar a universidade na Inglaterra, e passou quase três décadas no exílio no exterior, até que o CNA foi desbanido em 1990. Ele subiu na organização em sua seção de informação e publicidade e como protegido de Oliver Tambo, mas também foi um diplomata experiente, servindo como representante oficial do CNA em vários dos seus postos avançados africanos. Ele foi um dos primeiros defensores e líder dos compromissos diplomáticos que levaram à negociações para acabar com o apartheid. Após as primeiras eleições democráticas da África do Sul em 1994, foi nomeado vice-presidente nacional. Nos anos seguintes, tornou-se evidente que ele era o sucessor escolhido de Mandela e foi eleito sem oposição como presidente do CNA em 1997, permitindo sua ascensão à presidência como candidato do CNA nas eleições de 1999.
Enquanto vice-presidente, Mbeki foi considerado um administrador da política de crescimento, emprego e redistribuição do governo, introduzida em 1996, e como presidente continuou a subscrever políticas macroeconômicas relativamente conservadoras e favoráveis ao mercado. Durante sua presidência, a África do Sul experimentou a queda da dívida pública, um déficit orçamentário cada vez menor e um crescimento econômico consistente e moderado. No entanto, apesar de sua retenção de vários programas social-democratas e expansões notáveis para o programa de empoderamento econômico negro, os críticos muitas vezes consideravam as políticas econômicas de Mbeki como neoliberais, com consideração insuficiente para os objetivos de desenvolvimento e redistribuição. Por esses motivos, Mbeki cresceu cada vez mais alienado da ala esquerda do CNA e dos líderes dos parceiros da Aliança Tripartite do CNA, o Congresso dos Sindicatos Sul-Africanos e o Partido Comunista Sul-Africano. Foram esses elementos de esquerda que apoiaram Jacob Zuma sobre Mbeki na rivalidade política que eclodiu depois que Mbeki removeu o último de seu cargo de vice-presidente em 2005.
Como presidente, Mbeki tinha uma aparente predileção pela política externa e particularmente pelo multilateralismo. Seu pan-africanismo e visão de um "renascimento africano" são partes centrais de sua personalidade política, e comentaristas sugerem que ele garantiu para a África do Sul um papel na política africana e global desproporcional ao tamanho e influência histórica do país.  Ele foi o arquiteto central da Nova Parceria para o Desenvolvimento da África e, como presidente inaugural da União Africana, liderou a introdução do Mecanismo Africano de Revisão por Pares. Após o Fórum de Diálogo IBAS foi lançado em 2003, seu governo colaborou com a Índia e o Brasil para fazer lobby por reformas nas Nações Unidas, defendendo um papel mais forte para os países em desenvolvimento. Entre os vários compromissos de manutenção da paz da África do Sul durante sua presidência, Mbeki foi o principal mediador no conflito entre a ZANU-PF e a oposição do Zimbábue nos anos 2000. No entanto, ele foi frequentemente criticado por sua política de "diplomacia silenciosa" no Zimbábue, sob a qual se recusou a condenar o regime de Robert Mugabe ou instituir sanções contra ele.
Também altamente controversa em todo o mundo foi a política de HIV/AIDS de Mbeki. Seu governo não introduziu um programa nacional de prevenção da transmissão vertical até 2002, quando foi determinado pelo Tribunal Constitucional, nem disponibilizou terapia antirretroviral no sistema público de saúde até o final de 2003. Estudos posteriores estimaram que esses atrasos causaram centenas de milhares de mortes evitáveis.  O próprio Mbeki, como seu Ministro da Saúde Manto Tshabalala-Msimang, foi descrito como um negacionista da AIDS, "dissidente" ou cético. Embora não negasse explicitamente o nexo causal entre HIV e AIDS, ele frequentemente postulava a necessidade de investigar causas alternativas e tratamentos alternativos para AIDS, frequentemente sugerindo que a imunodeficiência era o resultado indireto da pobreza.
Sua ascendência política começou na conferência Polokwane do CNA em dezembro de 2007, quando foi substituído como presidente do CNA por Zuma. Seu mandato como presidente nacional não deveria expirar até junho de 2009, mas, em 20 de setembro de 2008, ele anunciou que renunciaria a pedido do Comitê Executivo Nacional do CNA. A decisão do CNA de "revogar" Mbeki foi entendida como ligada a uma sentença do tribunal superior, proferida no início daquele mês, na qual o juiz Chris Nicholson alegou interferência política imprópria na Promotoria Nacional e especificamente nas acusações de corrupção contra Zuma. O julgamento de Nicholson foi anulado pelo Supremo Tribunal de Apelação em janeiro de 2009, quando Mbeki foi substituído como presidente por Kgalema Motlanthe.